# Chlorosplenium cenangium
Chlorosplenium cenangium är en svampart som först beskrevs av De Not., och fick sitt nu gällande namn av Korf 1977. Chlorosplenium cenangium ingår i släktet Chlorosplenium och familjen Dermateaceae.   Inga underarter finns listade i Catalogue of Life.